# الانتقال من الموسيقى الكلاسيكية إلى الرومانسية

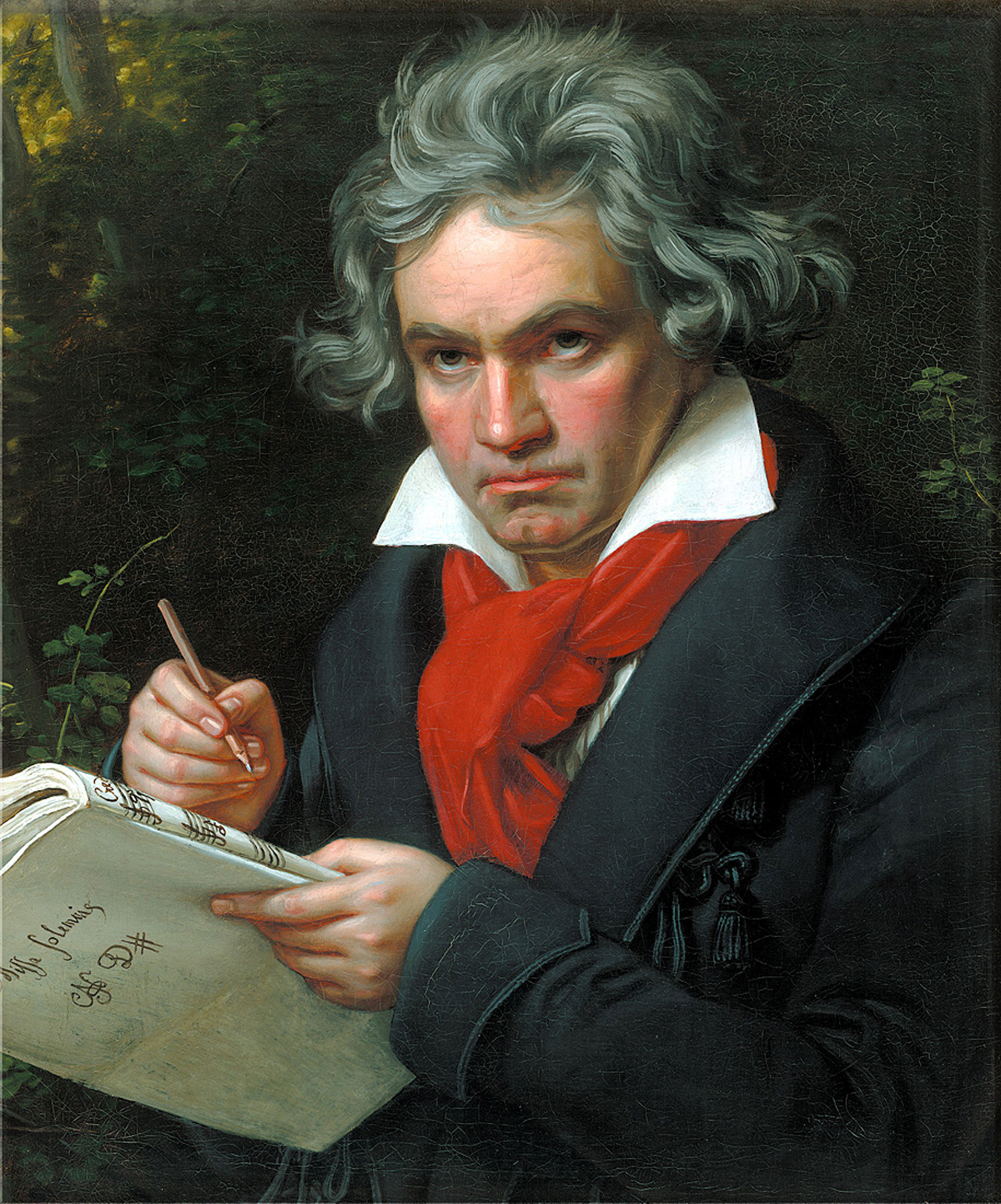

حدث الانتقال من الفترة الكلاسيكية لموسيقى الفن الغربي، التي استمرت من 1750 إلى 1820 تقريبًا، إلى الموسيقى الرومانسية، التي استمرت من 1815 إلى 1910 تقريبًا، في القرنين الثامن عشر والتاسع عشر. بدأ المؤلفون الموسيقيون في نقل تأليفهم وألحانهم إلى شكل موسيقي جديد أصبح معروفًا باسم العصر الرومانسي أو الرومانسية بسبب استخدام الألحان الغنائية بدلًا من أسلوب التأليف الخطي للموسيقى الكلاسيكية.

## التباين بين الأنماط الكلاسيكية والرومانسية
عُرفت الموسيقى الكلاسيكية بوضوح وانتظام بنيتها، أو «بساطتها الطبيعية»، وكان يُنظر إليها باعتبارها أسلوبًا موسيقيًا دوليًا أنيقًا مع جمل موسيقية متوازنة، وإيقاعات واضحة وتكرار وتسلسل. شكلت السوناتا الأساس لعدد كبير من المقطوعات الموسيقية التي أسست عصر الرومانسية الجديد.
تميز العصر الرومانسي باللحن الغنائي وانتظام السلم الموسيقي والتنافر والديناميكيات الدرامية، أثار العصر الرومانسي مشاعر القصص السيادية والمسيرات القومية التي تعكس التغيير. بدأت المفردات الموسيقية الجديدة في التطور أكثر باستخدام مصطلحات مثل «دولتشي» أو «دولنت»، بالإضافة إلى اللغة التوافقية والإيقاعية الغنية. بدأت الأشكال الأوركسترالية مثل القصيدة السمفونية، والسمفونية الكورالية، ومقطوعات الصوت المنفرد مع الأوركسترا، في تقريب الأشكال الفنية الأخرى.
شكلت الموسيقى الرومانسية انفصالًا ذاتيًا عن القيم العليا لعصر التنوير بالإضافة إلى رد فعل على الرغبة الاجتماعية والسياسية في تحقيق قدر أكبر من الحرية الإنسانية من الاستبداد. سعت الحركة إلى التعبير عن الحرية والأخوة والمساواة التي دافع عنها كُتاب مثل هاينريش هاين وفيكتور هوغو من خلال تأليفهم شعرًا غنائيًا جديدًا. كان هناك استسلام جديد للطبيعة، وحنين إلى الماضي، وتحول نحو الاهتمام الروحاني الجديد بالهوية الوطنية، والاهتمام بالسيرة الذاتية، بالإضافة إلى استياء عام من الصيغ الموسيقية والأعراف الخاصة بالمؤلفات الكلاسيكية. أصبح قادة الأوركسترا الشخصيات المركزية في العروض الأوركسترالية، الذين يُنسب لهم الفضل في التدفق الصوتي للمقطوعات الصوتية الضخمة.

## الفنانين والمؤلفين ومقطوعات الفترة الانتقالية
لم يكن حتى نهاية القرن التاسع عشر عندما بدأ نظام علم الموسيقى الناشئ في تحديد المؤلفين الذين ساهموا في الانتقال من العصر الكلاسيكي إلى الرومانسي. قام ولفغانغ أماديوس موزارت، المعروف بتأليفه للموسيقى الكلاسيكية، بتضمين الأوبرا والكونشيرتو والسمفونية والسوناتا والرباعيات الوترية التي قدمت الصفات الرومانسية للموسيقى في ذلك الوقت.
كان مفهوم الموسيقى التصويرية سائدًا بين المقطوعات الانتقالية مثل عناوين لودفيج فان بيتهوفن ايرويكا وباستورال وباثيتيك. اشتهرت عادة إعطاء أسماء مميزة للمؤلفات الموسيقية بين المؤلفين الرومانسيين مثل ريتشارد شتراوس وأصبح ذلك معيارًا أساسيًا.
شارك فرانز شوبرت في الانتقال الكلاسيكي الرومانسي، إذ يُعتبر آخر المؤلفين الكلاسيكيين كما هو واضح في مقطوعاته الموسيقية المبكرة، وأول المؤلفين الرومانسيين من خلال تأليفه 600 أغنية فنية لحنية ومتناغمة.
بعد الفترة الانتقالية، كانت أنماط البيانو الموهوبة للرومانسيين مثل فريديريك شوبان وفرانز ليست مهمةً لتوطيد الحركة الرومانسية، وقد كان فرانز شوبرت وكارل ماريا فون فيبر وجون فيلد بارزين في الجيل المبكر لعصر الرومانسية.